# Decathlon AG2R La Mondiale Team
La Decathlon AG2R La Mondiale Team, nota in passato come Chazal, Casino, AG2R Prévoyance, AG2R La Mondiale e AG2R Citroën Team è una squadra maschile francese di ciclismo su strada con licenza di UCI WorldTeam, attiva nel professionismo dal 1992.
Diretta sin dalla fondazione dal general manager Vincent Lavenu, costituisce il più antico team professionistico francese ancora in attività. Nella sua più che trentennale storia la squadra ha ottenuto complessivamente diciannove vittorie di tappa al Tour de France (quattro delle quali con il velocista Jaan Kirsipuu), cinque al Giro d'Italia e sette alla Vuelta a España.
Lo sponsor principale dal 2024 è Decathlon, azienda francese di articoli sportivi, che affianca lo storico marchio AG2R La Mondiale, società di assicurazione francese nata dalla fusione tra La Mondiale ed AG2R Prévoyance, main sponsor della squadra dal 2008. La società di gestione del team ha sede a La Motte-Servolex, in Savoia: a rimarcare il legame con l'area savoiarda, dal 2001 la squadra è associata al centro di formazione giovanile Chambéry Cyclisme Formation, da cui sono usciti numerosi corridori poi divenuti professionisti in maglia AG2R.

## Storia

### 1992-1999: i primi anni e l'exploit della Casino
Nel 1992 Vincent Lavenu, che aveva appena terminato la carriera da ciclista professionista, fondò una squadra professionistica. Lo sponsor principale era Chazal, azienda alimentare che già finanziava l'ultima squadra in cui aveva gareggiato lo stesso Lavenu nel 1991, la svizzera Mosoca-Chazal-Eurocar. Al primo anno la neonata formazione ottenne otto vittorie. Chazal rimase come sponsor fino al 1995: nel 1996 le subentrò Petit Casino, linea di superette parte della catena Casino. A quel tempo la squadra era classificata come team di seconda divisione (GSII) e sfruttò la denominazione Petit Casino-C'est votre équipe (in italiano "Petit Casino-È la vostra squadra") per coinvolgere il pubblico.
Nel 1997 Casino, la catena di supermercati di cui facevano parte Petit Casino, assunse direttamente la sponsorizzazione della squadra e il budget a disposizione di Lavenu crebbe sostanzialmente. La squadra poté dunque partecipare a tutte le più importanti gare mondiali (Grandi Giri, classiche del Nord, corse a tappe) ottenendo, tra il 1997 e il 1999, ben 133 successi, 65 dei quali solo nel 1998. Nell'annata 1998 gli atleti della Casino vinsero lungo tutto l'arco della stagione: la Tirreno-Adriatico e l'Amstel Gold Race con Rolf Järmann, la Freccia Vallone con Bo Hamburger, due tappe al Tour de France con Jacky Durand e Rodolfo Massi, una tappa alla Vuelta a España con Jaan Kirsipuu, la Parigi-Tours 1998 con Jacky Durand, oltre a diversi ulteriori successi con Aleksandr Vinokurov e Marc Streel, e alla vittoria nella Coppa di Francia. In quel triennio la squadra si aggiudicò anche il Giro di Svizzera 1997 con Christophe Agnolutto, il Critérium du Dauphiné Libéré 1999 con Vinokurov, un'altra tappa al Tour de France 1999 con Kirsipuu, che quell'anno vestì anche la maglia gialla per sei giorni, e la classifica giovani di quella Grande Boucle con Benoît Salmon.

### 2000-2007: gli anni AG2R e l'ingresso nel ProTour

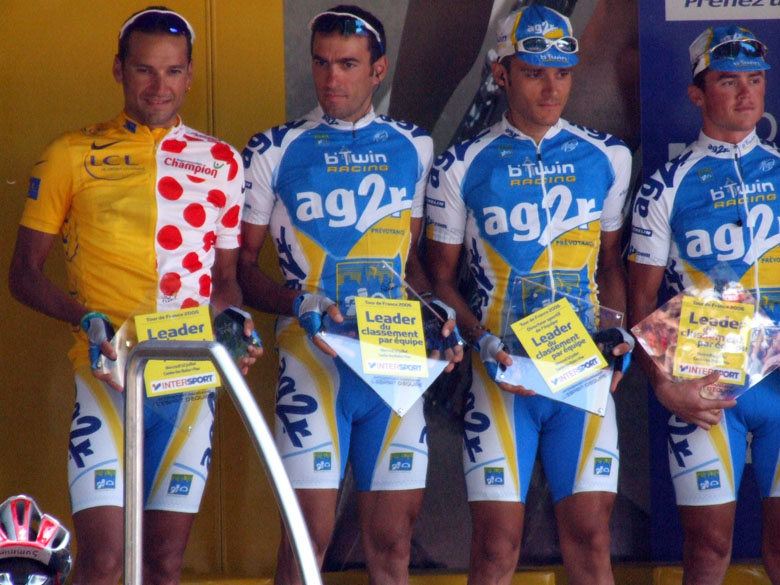
Ciclisti AG2R Prévoyance al Tour de France 2006. Cyril Dessel veste di giallo-a pois

La compagnia assicuratrice AG2R Prévoyance divenne main sponsor del team di Lavenu all'inizio del 2000. Nelle annate subito seguenti la squadra dovette ridimensionarsi – nel 2001 scese addirittura in GSII, la seconda divisione mondiale – ma ottenne comunque diversi successi soprattutto per merito di Jaan Kirsipuu: tra il 2001 e il 2004 il velocista estone fece sue altre tre tappe al Tour de France, e solo nel 2001 vinse diciotto corse, record in carriera, come già nel 1999. Altre vittorie per l'AG2R in quegli anni arrivarono grazie all'ex campione del mondo Laurent Brochard e al velocista Jean-Patrick Nazon, giunti in squadra rispettivamente nel 2003 e nel 2004. Nel 2001, per affiancare la squadra professionistica, venne fondato a Chambéry il centro di formazione giovanile Chambéry Cyclisme Formation: dal relativo team Under-23, iscritto dal 2007 alla divisione dilettantistica nazionale DN1, sono usciti numerosi corridori poi divenuti professionisti in maglia AG2R.
Nel 2005 la squadra non fu inclusa nel novero delle partecipanti al primo circuito UCI ProTour; poté comunque acquisire licenza Professional Continental e prendere parte ad alcune prove ProTour, tra cui il Tour de France. Nel 2006 la formazione venne inserita nel ProTour, grazie anche agli arrivi di Francisco Mancebo e Christophe Moreau, acquisendo la licenza lasciata libera dalla dismessa Fassa Bortolo. In quella stagione gli atleti di Lavenu si misero in evidenza al Tour de France, vincendo una tappa con Sylvain Calzati e portando per un giorno la maglia gialla con Cyril Dessel (il quale concluderà al sesto posto quella Grande Boucle), ciclisti entrambi cresciuti nella squadra giovanile Chambéry Cyclisme Formation. Anche al Giro d'Italia e alla Vuelta a España la AG2R non sfigurò, cogliendo successi di tappa rispettivamente con Tomas Vaitkus e José Luis Arrieta. Nel 2007 giunsero altri successi: Christophe Moreau vinse infatti il Critérium du Dauphiné Libéré e il titolo di campione nazionale francese.

### Dal 2008: AG2R La Mondiale e AG2R Citroën
Nel 2008 la squadra cambiò nuovamente denominazione, divenendo AG2R La Mondiale. In stagione il protagonista tra gli uomini di Lavenu fu Cyril Dessel, capace di aggiudicarsi una tappa al Tour de France, una alla Volta a Catalunya e una al Critérium du Dauphiné Libéré. Nel 2009 la formazione ottenne solamente cinque vittorie; il miglior risultato arrivò comunque ancora dal Tour de France, con l'italiano Rinaldo Nocentini che vestì la maglia gialla consecutivamente per otto tappe. Nel 2010 la squadra colse vittorie soprattutto in gare del circuito Europe Tour: spiccano tuttavia la vittoria di Christophe Riblon ad Ax 3 Domaines durante il Tour de France di quell'anno, e il sesto posto di Nicolas Roche alla Vuelta a España.

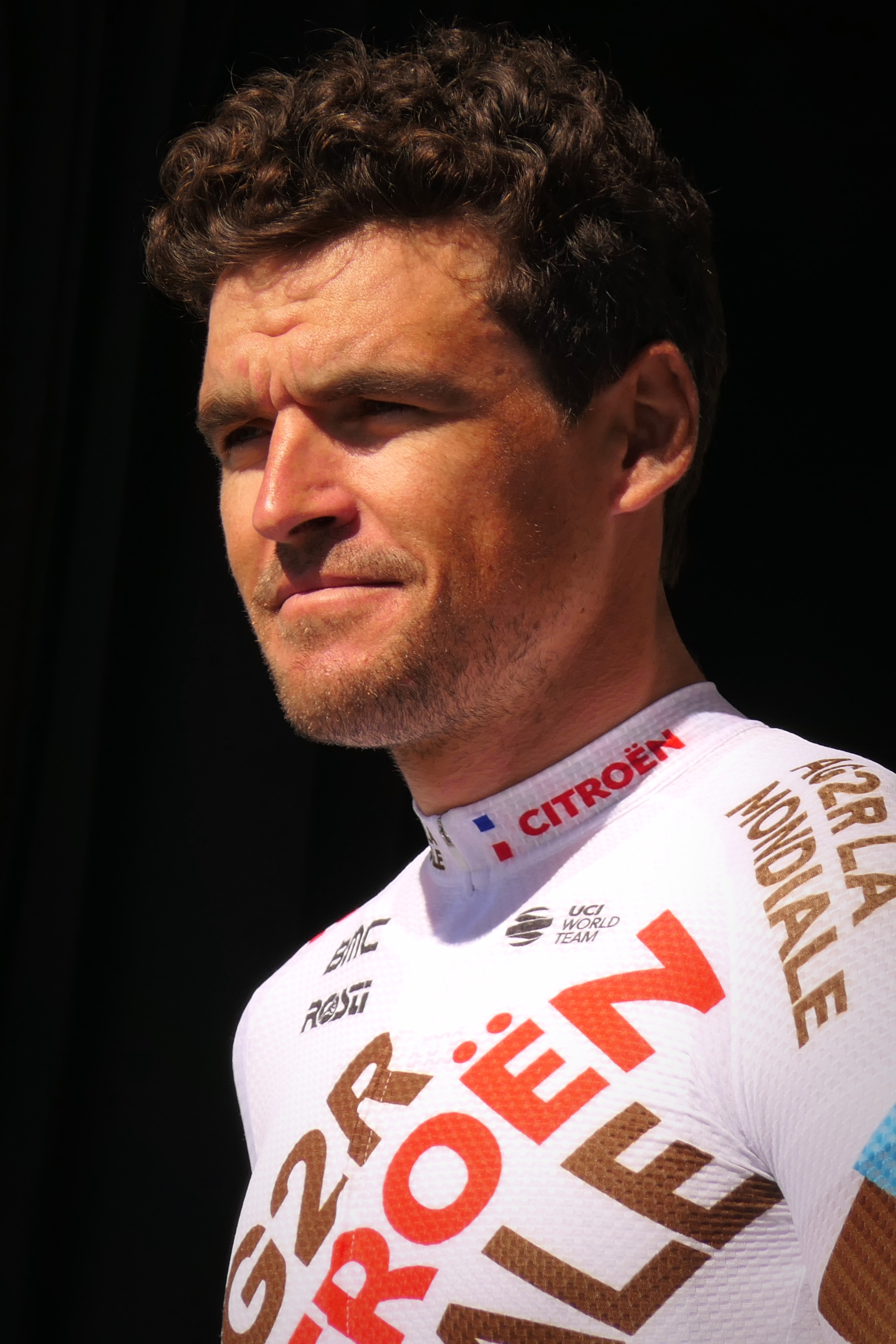
Greg Van Avermaet con la maglia della AG2R Citroën

Nel 2011 la AG2R La Mondiale si aggiudicò solo sei corse. John Gadret (in squadra dal 2006) fu però protagonista al Giro d'Italia, vincendo la tappa di Castelfidardo e classificandosi al quarto posto finale, terzo dopo la squalifica per doping di Alberto Contador. Al Tour de France il migliore fu invece il trentaquattrenne ex biker Jean-Christophe Péraud, che alla prima partecipazione alla Grande Boucle si classificò decimo, nono dopo la squalifica di Contador. Dopo un 2012 povero di vittorie (solo cinque successi in gare dei circuiti continentali) nel 2013 gli uomini di Lavenu colsero diversi risultati di rilievo. Il colombiano Carlos Alberto Betancur si classificò quinto al Giro d'Italia, aggiudicandosi anche la maglia bianca di miglior giovane, Christophe Riblon vinse la tappa dell'Alpe d'Huez al Tour de France – venne anche insignito del riconoscimento di Supercombattivo di quel Tour – e Domenico Pozzovivo concluse sesto alla Vuelta a España.
Nel 2014, dopo il successo di Betancur alla Parigi-Nizza, la squadra ebbe grandi risultati al Tour de France: arrivarono infatti una vittoria di tappa e il secondo posto finale con Jean-Christophe Péraud, il sesto posto del giovane Romain Bardet (ex Chambéry C.F.) ma anche, per la prima volta, il successo nella classifica a squadre. Nel mese di ottobre dello stesso anno fu annunciato che AG2R avrebbe continuato a sponsorizzare la squadra fino al 2018. Nella stagione seguente, nonostante il prematuro ritiro al Giro d'Italia del capitano Pozzovivo, la squadra fu in evidenza al Tour de France grazie soprattutto a Romain Bardet, vincitore della tappa di Saint-Jean-de-Maurienne e del premio di Supercombattivo, e con Alexis Vuillermoz, primo nella frazione con arrivo sul Mûr-de-Bretagne. Lo stesso Bardet nel 2016 chiuse secondo al Critérium du Dauphiné e quindi secondo anche al Tour de France, alle spalle del solo Chris Froome, grazie soprattutto al successo nella diciannovesima frazione a Saint-Gervais Mont Blanc.

## Cronistoria

### Annuario
| Anno | Codice | Nome                            | Cat. | Biciclette  | Dirigenza |
| ---- | ------ | ------------------------------- | ---- | ----------- | --- |
| 1992 | -      | Chazal-Vanille et Mûre-Vetta    | Pro  | Routens     | Dir. sportivi: Vincent Lavenu, Dominique Garde, Guy Brunot |
| 1993 | HAZ    | Chazal-Vetta-MBK                | Pro  | MBK         | Dir. sportivi: Vincent Lavenu, Dominique Garde, Guy Brunot |
| 1994 | HAZ    | Chazal-MBK-König                | Pro  | MBK         | Dir. sportivi: Vincent Lavenu, Laurent Biondi, Guy Brunot |
| 1995 | HAZ    | Chazal-MBK-König                | Pro  | MBK         | Manager: Vincent Lavenu Dir. sportivi: Laurent Biondi |
| 1996 | CSO    | Petit Casino-C'est votre Equipe | GSII | Routens     | Manager: Vincent Lavenu Dir. sportivi: Laurent Biondi |
| 1997 | CSO    | Casino-C'est votre Equipe       | GSI  | Colnago     | Manager: Vincent Lavenu Dir. sportivi: Gilles Mas, Laurent Biondi, Jean-Yves Grand |
| 1998 | CSO    | Casino-Ag2r                     | GSI  | Colnago     | Manager: Vincent Lavenu Dir. sportivi: Gilles Mas, Laurent Biondi |
| 1999 | CSO    | Casino-Ag2r                     | GSI  | Colnago     | Manager: Vincent Lavenu Dir. sportivi: Gilles Mas, Laurent Biondi, Jean-Yves Grand |
| 2000 | A2R    | AG2R Prévoyance                 | GSI  | Decathlon   | Manager: Vincent Lavenu Dir. sportivi: Gilles Mas, Laurent Biondi, Jean-Yves Grand |
| 2001 | A2R    | AG2R Prévoyance                 | GSII | Decathlon   | Manager: Vincent Lavenu Dir. sportivi: Gilles Mas, Laurent Biondi |
| 2002 | A2R    | AG2R Prévoyance                 | GSI  | Decathlon   | Manager: Vincent Lavenu Dir. sportivi: Gilles Mas, Laurent Biondi |
| 2003 | A2R    | AG2R Prévoyance                 | GSI  | Decathlon   | Manager: Vincent Lavenu Dir. sportivi: Gilles Mas, Artūras Kasputis, Laurent Biondi |
| 2004 | A2R    | AG2R Prévoyance                 | GSI  | Decathlon   | Manager: Vincent Lavenu Dir. sportivi: Gilles Mas, Artūras Kasputis, Laurent Biondi |
| 2005 | A2R    | AG2R Prévoyance                 | PCT  | Decathlon   | Manager: Vincent Lavenu Dir. sportivi: Gilles Mas, Artūras Kasputis, Laurent Biondi |
| 2006 | A2R    | AG2R Prévoyance                 | PT   | Decathlon   | Manager: Vincent Lavenu Dir. sportivi: Gilles Mas, Artūras Kasputis, Julien Jurdie, Laurent Biondi |
| 2007 | A2R    | AG2R Prévoyance                 | PT   | B'twin      | Manager: Vincent Lavenu Dir. sportivi: Gilles Mas, Artūras Kasputis, Julien Jurdie, Laurent Biondi |
| 2008 | ALM    | AG2R La Mondiale                | PT   | BH          | Manager: Vincent Lavenu Dir. sportivi: Gilles Mas, Artūras Kasputis, Julien Jurdie, Laurent Biondi |
| 2009 | ALM    | AG2R La Mondiale                | PT   | BH          | Manager: Vincent Lavenu Dir. sportivi: Gilles Mas, Artūras Kasputis, Julien Jurdie, Laurent Biondi |
| 2010 | ALM    | AG2R La Mondiale                | PT   | Kuota       | Manager: Vincent Lavenu Dir. sportivi: Gilles Mas, Artūras Kasputis, Julien Jurdie, Laurent Biondi |
| 2011 | ALM    | AG2R La Mondiale                | WT   | Kuota       | Manager: Vincent Lavenu Dir. sportivi: Gilles Mas, Artūras Kasputis, Julien Jurdie, Laurent Biondi, Didier Jannel |
| 2012 | ALM    | AG2R La Mondiale                | WT   | Kuota       | Manager: Vincent Lavenu Dir. sportivi: Laurent Biondi, Stéphane Goubert, Didier Jannel, Julien Jurdie, Artūras Kasputis, Gilles Mas |
| 2013 | ALM    | AG2R La Mondiale                | WT   | Focus       | Manager: Vincent Lavenu Dir. sportivi: Laurent Biondi, Vincent Lavenu, Didier Jannel, Julien Jurdie, Artūras Kasputis, Gilles Mas |
| 2014 | ALM    | AG2R La Mondiale                | WT   | Focus       | Manager: Vincent Lavenu Dir. sportivi: Laurent Biondi, Stéphane Goubert, Didier Jannel, Julien Jurdie, Artūras Kasputis, Gilles Mas |
| 2015 | ALM    | AG2R La Mondiale                | WT   | Focus       | Manager: Vincent Lavenu Dir. sportivi: Laurent Biondi, Stéphane Goubert, Nicolas Guillé, Didier Jannel, Julien Jurdie, Artūras Kasputis, Gilles Mas, Jean-Baptiste Quiclet |
| 2016 | ALM    | AG2R La Mondiale                | WT   | Focus       | Manager: Vincent Lavenu, Philippe Chevallier Dir. sportivi: Laurent Biondi, Mickaël Bouget, Stéphane Goubert, Nicolas Guillé, Didier Jannel, Julien Jurdie, Artūras Kasputis, Gilles Mas, Jean-Baptiste Quiclet                                                                       |
| 2017 | ALM    | AG2R La Mondiale                | WT   | Factor      | Manager: Vincent Lavenu, Philippe Chevallier Dir. sportivi: Laurent Biondi, Stéphane Goubert, Nicolas Guillé, Didier Jannel, Julien Jurdie, Artūras Kasputis, Gilles Mas, Jean-Baptiste Quiclet                                                                                       |
| 2018 | ALM    | AG2R La Mondiale                | WT   | Factor      | Manager: Vincent Lavenu, Philippe Chevallier Dir. sportivi: Laurent Biondi, Cyril Dessel, Stéphane Goubert, Nicolas Guillé, Didier Jannel, Julien Jurdie, Artūras Kasputis, Gilles Mas, Jean-Baptiste Quiclet                                                                         |
| 2019 | ALM    | AG2R La Mondiale                | WT   | Eddy Merckx | Manager: Vincent Lavenu Dir. sportivi: Laurent Biondi, Cyril Dessel, Stéphane Goubert, Nicolas Guillé, Didier Jannel, Julien Jurdie, Artūras Kasputis, Gilles Mas, Jean-Baptiste Quiclet                                                                                              |
| 2020 | ALM    | AG2R La Mondiale                | WT   | Eddy Merckx | Manager: Vincent Lavenu Dir. sportivi: Laurent Biondi, Alexandre Abel, Cyril Dessel, Stéphane Goubert, Nicolas Guillé, Didier Jannel, Julien Jurdie, Artūras Kasputis, Gilles Mas, Jean-Baptiste Quiclet                                                                              |
| 2021 | ACT    | AG2R Citroën Team               | WT   | BMC         | Manager: Vincent Lavenu Dir. sportivi: Laurent Biondi, Alexandre Abel, Stephen Barrett, Cyril Dessel, Stéphane Goubert, Nicolas Guillé, Didier Jannel, Julien Jurdie, Artūras Kasputis, Gilles Mas, Jean-Baptiste Quiclet                                                             |
| 2022 | ACT    | AG2R Citroën Team               | WT   | BMC         | Manager: Vincent Lavenu Dir. sportivi: Laurent Biondi, Alexandre Abel, Stephen Barrett, Cyril Dessel, David Giraud, Stéphane Goubert, Nicolas Guillé, Didier Jannel, Julien Jurdie, Artūras Kasputis, Gilles Mas, Jean-Baptiste Quiclet                                               |
| 2023 | ACT    | AG2R Citroën Team               | WT   | BMC         | Manager: Vincent Lavenu Dir. sportivi: Laurent Biondi, Alexandre Abel, Stephen Barrett, Cyril Dessel, David Giraud, Stéphane Goubert, Nicolas Guillé, Didier Jannel, Julien Jurdie, Artūras Kasputis, Jean-Baptiste Quiclet                                                           |
| 2024 | DAT    | Decathlon AG2R La Mondiale      | WT   | Van Rysel   | Manager: Dominique Serieys Dir. sportivi: Alexandre Abel, Stephen Barrett, Laurent Biondi, Cyril Dessel, David Giraud, Stéphane Goubert, Nicolas Guillé, Didier Jannel, Julien Jurdie, Artūras Kasputis, Jean-Baptiste Quiclet                                                        |
| 2025 | DAT    | Decathlon AG2R La Mondiale      | WT   | Van Rysel   | Manager: Dominique Serieys Dir. sportivi: Sébastien Joly, Alexandre Abel, Stephen Barrett, Laurent Biondi, Luc Chelian, Cyril Dessel, Kevin Fouache, David Giraud, Stéphane Goubert, Nicolas Guillé, Didier Jannel, Julien Jurdie, Artūras Kasputis, Jean-Baptiste Quiclet, Luke Rowe |

### Classifiche UCI
| Anno | Classifica | Pos. | Migliore cl. individuale      |
| ---- | ---------- | ---- | ----------------------------- |
| 1995 | -          | 29º  | Artūras Kasputis (159º)       |
| 1996 | -          | 26º  | Pascal Chanteur (87º)         |
| 1997 | -          | 12º  | Alberto Elli (25º)            |
| 1998 | -          | 2º   | Alberto Elli (19º)            |
| 1999 | GSI        | 12º  | Jaan Kirsipuu (11º)           |
| 2000 | GSI        | 22º  | Jaan Kirsipuu (48º)           |
| 2001 | GSII       | 2º   | Jaan Kirsipuu (14º)           |
| 2002 | GSI        | 26º  | Jaan Kirsipuu (47º)           |
| 2003 | GSI        | 15º  | Laurent Brochard (24º)        |
| 2004 | GSI        | 21º  | Laurent Brochard (41º)        |
| 2005 | Europe T.  | 2º   | Tomas Vaitkus (15º)           |
| 2006 | ProTour    | 15º  | Christophe Moreau (13º)       |
| 2007 | ProTour    | 4º   | Christophe Moreau (19º)       |
| 2008 | ProTour    | 13º  | Cyril Dessel (48º)            |
| 2009 | World Cal. | 13º  | Cyril Dessel (48º)            |
| 2010 | World Cal. | 18º  | Nicolas Roche (32º)           |
| 2011 | World Tour | 15º  | Jean-Christophe Péraud (27º)  |
| 2012 | World Tour | 17º  | Rinaldo Nocentini (30º)       |
| 2013 | World Tour | 12º  | Carlos Alberto Betancur (14º) |
| 2014 | World Tour | 7º   | Jean-Christophe Péraud (10º)  |
| 2015 | World Tour | 11º  | Romain Bardet (23º)           |
| 2016 | World Tour | 13º  | Romain Bardet (8º)            |
| 2017 | World Tour | 9º   | Romain Bardet (19º)           |
| 2018 | World Tour | 11º  | Romain Bardet (14º)           |
| 2019 | World Tour | 14º  | Oliver Naesen (14º)           |
| 2020 | World Tour | 15º  | Benoît Cosnefroy (30º)        |
| 2021 | World Tour | 8º   | Ben O'Connor (40º)            |
| 2022 | World Tour | 15º  | Benoît Cosnefroy (18º)        |
| 2023 | World Tour | 17º  | Felix Gall (33º)              |
| 2024 | World Tour | 6º   | Ben O'Connor (4º)             |

## Divise
| AG2R La M. (2014-2015) | AG2R La M. (2016-2017) | AG2R La M. (2018-2020) | AG2R Citroën (2021-2023) |

## Palmarès
Aggiornato al 5 luglio 2025.

### Grandi Giri
- Giro d'Italia

Partecipazioni: 21 (1998, 2006, 2007, 2008, 2009, 2010, 2011, 2012, 2013, 2014, 2015, 2016, 2017, 2018, 2019, 2020, 2021, 2022, 2023, 2024, 2025)
Vittorie di tappa: 7
2006: 1 (Tomas Vaitkus)
2011: 1 (John Gadret)
2019: 1 (Nans Peters)
2021: 1 (Andrea Vendrame)
2023: 1 (Aurélien Paret-Peintre)
2024: 2 (Valentin Paret-Peintre, Andrea Vendrame)
2025: 1 (Nicolas Prodhomme)
Vittorie finali: 0
Altre classifiche: 3
2013: Giovani (Carlos Alberto Betancur)
2021: Scalatori (Geoffrey Bouchard)
2024: Squadre
- Tour de France

Partecipazioni: 32 (1993, 1994, 1995, 1997, 1998, 1999, 2000, 2001, 2002, 2003, 2004, 2005, 2006, 2007, 2008, 2009, 2010, 2011, 2012, 2013, 2014, 2015, 2016, 2017, 2018, 2019, 2020, 2021, 2022, 2023, 2024, 2025)
Vittorie di tappa: 20
1998: 2 (Jacky Durand, Rodolfo Massi)
1999: 1 (Jaan Kirsipuu)
2000: 1 (Christophe Agnolutto)
2001: 1 (Jaan Kirsipuu)
2002: 1 (Jaan Kirsipuu)
2004: 2 (Jaan Kirsipuu, Jean-Patrick Nazon)
2006: 1 (Sylvain Calzati)
2008: 1 (Cyril Dessel)
2010: 1 (Christophe Riblon)
2013: 1 (Christophe Riblon)
2014: 1 (Blel Kadri)
2015: 2 (Alexis Vuillermoz, Romain Bardet)
2016: 1 (Romain Bardet)
2017: 1 (Romain Bardet)
2020: 1 (Nans Peters)
2022: 1 (Bob Jungels)
2023: 1 (Felix Gall)
Vittorie finali: 0
Altre classifiche: 6
1998: Combattività (Jacky Durand)
1999: Giovani (Benoît Salmon)
2014: Squadre
2015: Combattività (Romain Bardet)
2018: Giovani (Pierre Latour)
2019: Scalatori (Romain Bardet)
- Vuelta a España

Partecipazioni: 25 (1995, 1996, 1997, 1998, 2002, 2004, 2006, 2007, 2008, 2009, 2010, 2011, 2012, 2013, 2014, 2015, 2016, 2017, 2018, 2019, 2020, 2021, 2022, 2023, 2024)
Vittorie di tappa: 8
1998: 1 (Jaan Kirsipuu)
2006: 1 (José Luis Arrieta)
2015: 1 (Alexis Gougeard)
2016: 1 (Pierre Latour)
2018: 2 (Tony Gallopin, Alexandre Geniez)
2021: 1 (Clément Champoussin)
2024: 1 (Ben O'Connor)
Vittorie finali: 0
Altre classifiche: 1
2019: Scalatori (Geoffrey Bouchard)

### Campionati nazionali
- Campionati belgi: 3

In linea: 2001 (Ludovic Capelle); 2017 (Oliver Naesen)
Cronometro: 1997 (Marc Streel)
- Campionati bielorussi: 1

In linea: 2014 (Jaŭhen Hutarovič)
- Campionati canadesi: 1

Cronometro: 2015 (Hugo Houle)
- Campionati estoni: 13

In linea: 1998, 1999, 2002 (Jaan Kirsipuu); 2000 (Lauri Aus); 2004, 2006 (Erki Pütsep)
Cronometro: 1998, 2001, 2002, 2003, 2004 (Jaan Kirsipuu); 2000 (Lauri Aus); 2008 (Tanel Kangert)
- Campionati finlandesi: 1

In linea: 2024 (Jaakko Hänninen)
- Campionati francesi: 9

In linea: 1997 (Stéphane Barthe); 2007 (Christophe Moreau); 2024 (Paul Lapeira); 2025 (Dorian Godon)
Cronometro: 1999 (Gilles Maignan); 2017, 2018 (Pierre Latour); 2024, 2025 (Bruno Armirail)
- Campionati irlandesi: 3

In linea: 2002, 2003 (Mark Scanlon); 2009 (Nicolas Roche)
- Campionati lituani: 3

In linea: 2018 (Gediminas Bagdonas)
Cronometro: 2018, 2019 (Gediminas Bagdonas)
- Campionati moldavi: 2

In linea: 2008 (Alexandr Pliuschin)
- Campionati svizzeri: 1

In linea: 2010 (Martin Elmiger)
- Campionati ucraini: 1

Cronometro: 2004 (Jurij Krivcov)

## Organico 2025
Aggiornato al 1° gennaio 2025.

### Staff tecnico
|  | Naz.                     | Ruolo | Sportivo              |  |  |  |
|  | ------------------------ | ----- | --------------------- |  |  |  |
|  | Francia (bandiera)       | GM    | Dominique Serieys     |  |  |  |
|  | Francia (bandiera)       | DS    | Sébastien Joly        |  |  |  |
|  | Francia (bandiera)       | DS    | Alexandre Abel        |  |  |  |
|  | Irlanda (bandiera)       | DS    | Stephen Barrett       |  |  |  |
|  | Francia (bandiera)       | DS    | Laurent Biondi        |  |  |  |
|  | Francia (bandiera)       | DS    | Luc Cheilan           |  |  |  |
|  | Francia (bandiera)       | DS    | Cyril Dessel          |  |  |  |
|  | Francia (bandiera)       | DS    | Kevin Fouache         |  |  |  |
|  | Francia (bandiera)       | DS    | David Giraud          |  |  |  |
|  | Francia (bandiera)       | DS    | Nicolas Guille        |  |  |  |
|  | Francia (bandiera)       | DS    | Didier Jannel         |  |  |  |
|  | Francia (bandiera)       | DS    | Julien Jurdie         |  |  |  |
|  | Lituania (bandiera)      | DS    | Artūras Kasputis      |  |  |  |
|  | Francia (bandiera)       | DS    | Jean-Baptiste Quiclet |  |  |  |
|  | Gran Bretagna (bandiera) | DS    | Luke Rowe             |  |  |  |

### Rosa
|  | Naz.                 |  | Sportivo                | Anno |  |  |
|  | -------------------- |  | ----------------------- | ---- |  |  |
|  | Francia (bandiera)   |  | Bruno Armirail          | 1994 |  |  |
|  | Irlanda (bandiera)   |  | Sam Bennett             | 1990 |  |  |
|  | Francia (bandiera)   |  | Clément Berthet         | 1997 |  |  |
|  | Francia (bandiera)   |  | Léo Bisiaux             | 2005 |  |  |
|  | Svizzera (bandiera)  |  | Stefan Bissegger        | 1998 |  |  |
|  | Francia (bandiera)   |  | Geoffrey Bouchard       | 1992 |  |  |
|  | Australia (bandiera) |  | Oscar Chamberlain       | 2005 |  |  |
|  | Francia (bandiera)   |  | Joris Chaussinand       | 2002 |  |  |
|  | Francia (bandiera)   |  | Benoît Cosnefroy        | 1995 |  |  |
|  | Belgio (bandiera)    |  | Dries De Bondt          | 1991 |  |  |
|  | Belgio (bandiera)    |  | Sander De Pestel        | 1998 |  |  |
|  | Belgio (bandiera)    |  | Stan Dewulf             | 1997 |  |  |
|  | Austria (bandiera)   |  | Felix Gall              | 1998 |  |  |
|  | Francia (bandiera)   |  | Pierre Gautherat        | 2003 |  |  |
|  | Francia (bandiera)   |  | Dorian Godon            | 1996 |  |  |
|  | Norvegia (bandiera)  |  | Tord Gudmestad          | 2001 |  |  |
|  | Francia (bandiera)   |  | Noa Isidore             | 2004 |  |  |
|  | Francia (bandiera)   |  | Jordan Labrosse         | 2002 |  |  |
|  | Francia (bandiera)   |  | Victor Lafay            | 1996 |  |  |
|  | Francia (bandiera)   |  | Paul Lapeira            | 2000 |  |  |
|  | Belgio (bandiera)    |  | Oliver Naesen           | 1990 |  |  |
|  | Francia (bandiera)   |  | Aurélien Paret-Peintre  | 1996 |  |  |
|  | Francia (bandiera)   |  | Nans Peters             | 1994 |  |  |
|  | Belgio (bandiera)    |  | Gianluca Pollefliet     | 2002 |  |  |
|  | Francia (bandiera)   |  | Nicolas Prodhomme       | 1997 |  |  |
|  | Australia (bandiera) |  | Callum Scotson          | 1996 |  |  |
|  | Francia (bandiera)   |  | Paul Seixas             | 2006 |  |  |
|  | Danimarca (bandiera) |  | Rasmus Søjberg Pedersen | 2002 |  |  |
|  | Norvegia (bandiera)  |  | Johannes Staune-Mittet  | 2002 |  |  |
|  | Francia (bandiera)   |  | Bastien Tronchon        | 2002 |  |  |
|  | Francia (bandiera)   |  | Baptiste Veistroffer    | 2000 |  |  |
|  | Italia (bandiera)    |  | Andrea Vendrame         | 1994 |  |  |
|  | Francia (bandiera)   |  | Killian Verschuren      | 2002 |  |  |